# Komunistyczna Partia Czechosłowacji

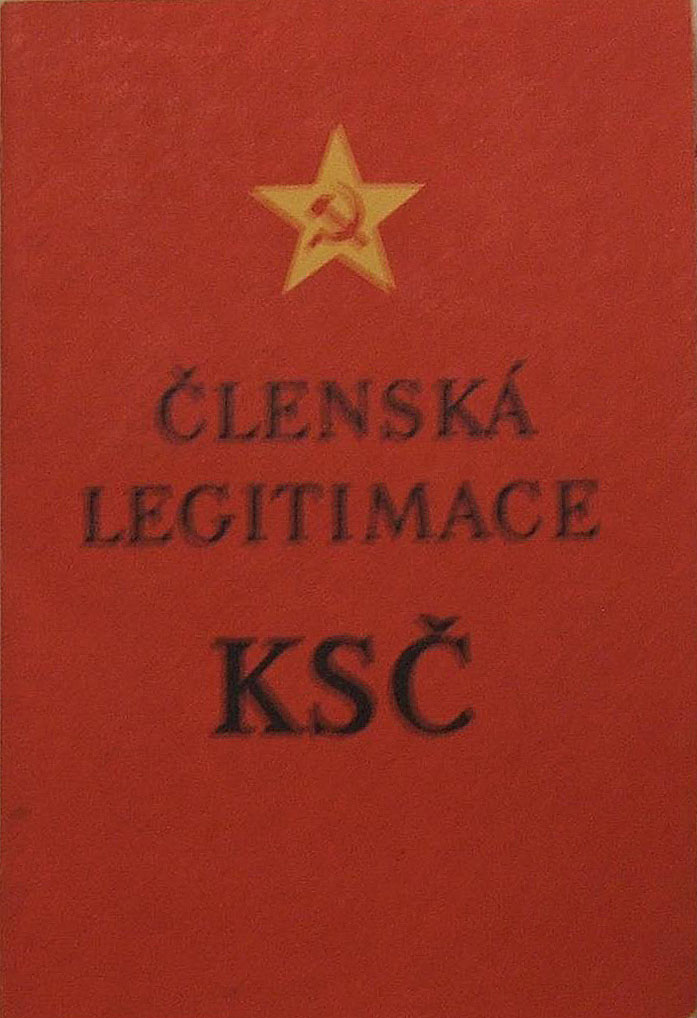
Legitymacja członkowska KSČ

Komunistyczna Partia Czechosłowacji (cz., słow. Komunistická strana Československa, KSČ) – istniejąca w latach 1921–1992 czechosłowacka partia polityczna, sprawująca władzę w Czechosłowacji w latach 1948–1989.
Ustawa o bezprawności reżimu komunistycznego i oporze przeciw niemu, uchwalona w Czechach w 1993 potępiła partię i uznała za organizację zbrodniczą.
Obecnie największymi spadkobiercami partii jest Komunistyczna Partia Słowacji i Komunistyczna Partia Czech i Moraw.

## Historia

### 1921–1945
Komunistyczna Partia Czechosłowacji została założona podczas XIV kongresu Czechosłowackiej Partii Socjademokratycznej w Pradze, zwołanym w dniach 14–16 maja 1921 -organem prasowym nowej partii ustanowiono Rudé právo – gazetę, która należała uprzednio do socjaldemokratów. Komunistyczna Partia Czechosłowacji była jedną z około dwudziestu demokratycznie konkurujących między sobą partii, nigdy jednak nie wchodziła w skład rządów przedwojennej Pierwszej Republiki. W kongresie uczestniczyło ponad pięćset delegatów reprezentujących około 350.000 członków różnych organizacji.
O przywódcy komunistów, Klemencie Gottwaldzie, stało się głośno po wygłoszonym w parlamencie przemówieniu: „Jesteśmy partią czeskiego proletariatu, a naszą faktyczną centralą jest Moskwa. Pojedziemy do Moskwy aby uczyć się, wiecie czego? Pojedziemy uczyć się od rosyjskich bolszewików jak ukręcić wam łeb. I wiecie, że rosyjscy bolszewicy są w tym mistrzami... Nie będziecie się więcej śmiać!” Słowa te wywołały konsternację wśród parlamentarzystów.
Partia była czechosłowacką sekcją Międzynarodówki Komunistycznej. W 1928 czechosłowaccy komuniści byli jej drugą, największą sekcją, z szacunkową liczbą 138 000 członków.
Partia została zdelegalizowana po rozbiorach Czechosłowacji. KPCz kontynuowała swoją działalność w podziemiu. Partia brała udział w antyhitlerowskich protestach z października 1939 roku, przez co podporządkowany Stalinowi Komintern obwinił partię (ze względu na pozostawanie w mocy paktu Ribbentrop Mołotow) o „elementy szowinistyczne”.
W czasie II wojny światowej wielu przywódców KSČ szukało schronienia w Związku Radzieckim, gdzie czynili przygotowania do wzmocnienia siły partii po wojnie. We wczesnym okresie powojennym komuniści czechosłowaccy, działając pod patronatem sowietów, przeprowadzili kampanię, która doprowadziła do przejęcia władzy w 1948. Kiedy tylko doszli do władzy, rozwinęli strukturę organizacyjną KSČ i tryb działania ściśle wzorując się na Komunistycznej Partii Związku Radzieckiego.

### 1945–1969
Komunistyczna Partia Czechosłowacji była koalicjantem w powojennym rządzie od 1945. Począwszy od zamachu stanu w 1948, kiedy to wolne wybory i pozostałe wolności polityczne zostały efektywnie zniesione, władzę dzierżył Front Narodowy. Była to koalicja, w której KSČ miała 2/3 miejsc, a pozostałą 1/3 dzieliło między siebie pięć innych partii. De facto, KSČ posiadała władzę absolutną, a obecność pozostałych koalicjantów miała w założeniu sprawiać wrażenie politycznego pluralizmu. Partie te pełniły rolę satelicką wobec KSČ. Czechosłowackie struktury rządowe istniały tylko po to, by wprowadzać decyzje polityczne podejmowane przez komunistów. Osiągnęli oni ten stan, umieszczając swoich członków na każdej pozycji rządowej, związanej z podejmowaniem kluczowych decyzji politycznych.
Wybuchł spór pomiędzy premierem Klementem Gottwaldem a Sekretarzem Generalnym partii, Rudolfem Slánskim, dotyczący stopnia dostosowania państwa do modelu radzieckiego. W 1951 Slánskiego wraz z kilkoma innymi komunistycznymi prominentami aresztowano pod zarzutem uczestnictwa w „spisku trockistowsko-titowsko-syjonistycznym”. W 1952 przeprowadzono proces pokazowy (zob. Proces praski), w wyniku którego Slánskiego oraz 10 innych oskarżonych stracono.
We wczesnych latach 60. Czechosłowacja wpadła w gospodarczą zapaść. W 1968 KSČ została opanowana przez frakcję dążącą do zmian – na czele partii stanął Alexander Dubček. Zapoczątkował on okres względnej liberalizacji, znanej jako Praska Wiosna, i zaczął wprowadzać „socjalizm z ludzką twarzą”. Działania te zaalarmowały Związek Radziecki i w związku z tym 21 sierpnia 1968, odwołując się do Doktryny Breżniewa dokonał on inwazji na Czechosłowację. W inwazji uczestniczyło również Wojsko Polskie.

### 1969–1992
W kwietniu 1969 Dubček stracił stanowisko Sekretarza Generalnego i w 1970 został wydalony z partii. Zastąpił go Gustáv Husák. Podczas okresu Normalizacji, jaki nastąpił po tych wydarzeniach, Husák skutecznie rządził koalicją złożoną w istocie z frakcji umiarkowanych i „twardogłowych”. Opis tych dwóch partii znajduje się poniżej.

#### Umiarkowani, czyli Pragmatycy
Umiarkowani członkowie partii, zwani także Pragmatykami reprezentowani byli przez Gustáva Husáka, który przewodził frakcji neostalinowskiej KSČ. Jako umiarkowany i pragmatyk, był on naciskany przez „Twardogłowych”, reprezentowanych przez Vasila Biľaka.
Husák, ważny działacz Słowackiej Partii Komunistycznej (1943–1950), w 1951 w czasie czystki stalinowskiej został aresztowany i skazany na trzy lata pozbawienia wolności, a później na dożywotnie pozbawienie wolności za „burżuazyjny nacjonalizm”. Zwolniony z więzienia w 1960 i zrehabilitowany w 1963 odrzucił możliwość objęcia jakiejkolwiek funkcji w reżimie Antonína Novotnego. Po upadku Novotnego, w okresie Praskiej Wiosny został wybrany premierem. Z kolei po rezygnacji Dubčeka, w kwietniu 1969 mianowano go I sekretarzem, a później – w lipcu 1975 prezydentem Republiki. Husák był typem ocaleńca, który przystosował się i nauczył żyć pośród otaczających go potężnych sił politycznych, i po 1969 potępił Dubčeka.
Inni prominenci zaliczani do grupy Umiarkowanych-Pragmatyków, którzy rządzili do 1987:
- Lubomír Štrougal – premier Czechosłowacji,
- Peter Colotka – premier Słowackiej Republiki Socjalistycznej,
- Jozef Lenárt – I sekretarz Słowackiej Partii Komunistycznej,
- Josef Kempný – prezes Czeskiej Rady Narodowej.

Przywódcy ci popierali reformy wprowadzane przez Dubčeka w późnych latach 60., niemniej jednak stopniowo skłaniali się ku ortodoksyjnym regułom zaprowadzonych w partii po inwazji wojsk Układu Warszawskiego i odsunięciu Dubčeka od władzy. Przyjęli później elastyczniejszą postawę względem reform gospodarczych i działalności dysydentów.

#### „Twardogłowi”
W opozycji do Umiarkowanych stali tzw. „Twardogłowi”:
- Vasil Biľak – był przywódcą komunistów prezentujących „twardą linię”, od 1968 r. członek Prezydium i Prezes partyjnej Komisji Ideologicznej. Z pochodzenia był Słowakiem z ukraińskimi korzeniami.
- Karel Hoffman – członek Prezydium i Sekretarz Komitetu Centralnego.
- Antonín Kapek – członek Prezydium.
- Jan Fojtik – sekretarz.
- Alois Indra – członek Prezydium oraz Prezes Zgromadzenia Federalnego (zgodnie z prawem federalnym od 1968 r. zastąpiło ono Zgromadzenie Narodowe).
- Miloš Jakeš – Prezes Komisji Centralnego Nadzoru i Audytu oraz członek Prezydium. W 1987 r. zastąpił Gustáva Husáka, na stanowisku Sekretarza Generalnego KSČ.

Byli oni przeciwnikami reform politycznych i gospodarczych oraz zajmowali twarde stanowisko w sprawie odstępstw ideologicznych.
Partia kontynuowała swoją działalność po aksamitnej rewolucji 1989 roku. Zmieniła swój oficjalny skrót na KSČS. Po rozpadzie Czechosłowacji – 31 grudnia 1992 – zdecydowano o samorozwiązaniu. Zarówno w Czechach, jak i na Słowacji powstały partie-sukcesorzy – odpowiednio: Komunistyczna Partia Czech i Moraw oraz Słowacka Partia Komunistyczna.

### Nowa partia po 1995 roku
W 1995 kilku byłych członków KSČ założyło nową partię, początkowo pod nazwą „Partia Czechosłowackich Komunistów” (cz. Strana československých komunistů), przemianowaną później na Komunistyczną Partię Czechosłowacji (cz. Komunistická strana Československa). Jej programem jest przywrócenie porządków panujących w Czechosłowacji w latach 1948–1989. Odwołuje się on do marksizmu-leninizmu oraz stalinizmu, oprócz tego nawołuje do zaprowadzenia w Czechach dyktatury proletariatu. Liderem partii jest Miroslav Štěpán – były przywódca KSČ w Pradze. Partia jest bardzo mała i jak dotąd żaden jej członek nie został wybrany na urząd w wyniku wyborów.

## Cele
Według teorii marksizmu-leninizmu, partia komunistyczna reprezentuje klasę pracującą – rewolucyjny proletariat – broniąc jej interesów przed kapitalistyczną burżuazją. Okres pomiędzy upadkiem burżuazji a osiągnięciem komunizmu jest tematem, na który Marks wypowiadał się powściągliwie, opisując jedynie ogólnikowo ustanowienie demokracji socjalistycznej, która miała ostatecznie zacząć zanikać (powoli zmieniać się w zwykłą demokrację), aż do przeobrażenia w społeczeństwo komunistyczne. Kilka dekad później, Włodzimierz Lenin, stając w obliczu rewolucji i możliwości przejęcia władzy przez komunistów, odłożył teoretyczne niuanse na bok. Sugerował, że po upadku burżuazji nastąpi okres przejściowy określany jako socjalizm, demokracja radziecka oraz rządy partii komunistycznej – „dyktatura proletariatu”. Jednakże w praktyce okazało się, że faza ta trwała dużo dłużej niż Lenin przewidywał. Jego sugestia, że „dyktatura proletariatu” powinna trwać w ZSRR do 1923 roku, służy jako ogólny komentarz do rozbieżności między teorią a praktyką. Gdy tylko Partia Komunistyczna doszła do władzy, szybko okazało się, że zachowuje się ona bardzo podobnie do innych „okopanych biurokracji”, a jej rewolucyjny mandat (jak i radzieckiej demokracji) został utracony. Energia rządzących koncentrowała się na utrzymaniu władzy.

## Organizacja

### Szczebel ogólnokrajowy
Organizacja KSČ bazowała na leninowskiej koncepcji centralizmu demokratycznego, która dbała o partyjnych liderów każdego szczebla, ale jednocześnie wymagała też zupełnego podporządkowania każdego z tych szczebli jednostce nadrzędnej. W związku z tym polityka i program partii były ustalane odgórnie oraz obowiązywały bezwarunkowo niższe organy i indywidualnie, poszczególnych członków partii. W teorii sprawy polityczne miały być otwarcie i swobodnie dyskutowane na kongresach, zebraniach i na łamach partyjnej prasy. W praktyce dyskusja ta była jedynie odzwierciedleniem decyzji podjętych przez wąską grupę prominentów partyjnych najwyższego szczebla.
- Najwyższym organem KSČ był partyjny kongres, który normalnie zbierał się co pięć lat na obrady trwające mniej niż tydzień. Wyjątek został uczyniony w związku z Czternastym Kongresem Partii, zwołanym w sierpniu 1968 pod rządami Dubčeka. Zwołany niemal w sekrecie, w fabryce traktorów u początków radzieckiej okupacji, potępił tę inwazję. Kongres uznano później za nielegalny, jego inicjatywy anulowano i w maju 1971 r. powołano drugi, legalny Czternasty Kongres Partii. Piętnasty Kongres Partii zwołano w 1976 roku, szesnasty – w kwietniu 1981 r., a siedemnasty w marcu 1986 r. Teoretycznie kongres partyjny był odpowiedzialny za podejmowanie podstawowych decyzji politycznych, jednakże w praktyce leżało to w gestii Prezydium Komitetu Centralnego – to on brał odpowiedzialność za decyzje i prowadzenie polityki. Kongres zatwierdzał jedynie sprawozdania i wytyczne naczelnego kierownictwa partii. Statutowe obowiązki przypisane kongresowi obejmowały: kształtowanie partyjnej polityki krajowej i zagranicznej, zatwierdzanie programu partii i statutów, wybór Komitetu Centralnego oraz Komisji Centralnego Nadzoru i Audytu, jak również aprobatę ich sprawozdań.
- Pomiędzy kongresami Komitet Centralny KSČ odpowiadał za kierowanie działalnością partii i pełnił funkcje wykonawcze. Statut partyjny zapewniał Centralnemu Komitetowi funkcję głównego ramienia KSČ, kontrolującego organy rządu federalnego i republik, Frontu Narodowego oraz wszystkich organizacji zawodowych i kulturalnych. Członkowie partii, którzy stali na czele tych ciał, odpowiadali bezpośrednio przed Centralnym Komitetem za wprowadzanie w życie polityki KSČ. Dodatkowo Komitet Centralny monitorował nominacje na wszystkie ważne posady partyjne i rządowe oraz wybierał redaktora naczelnego Rudégo práva – głównego organu prasowego partii. Generalnie zbierał się przynajmniej dwa razy do roku na pełne sesje. W 1976 (1986), Komitet miał 115 (135) członków oraz 45 (62) kandydatów. Jeśli chodzi o przekrój społeczny, to Komitet Centralny składał się z prominentów partyjnych i rządowych, oficjeli wojskowych oraz przekroju wybitnych obywateli.
- Komitet Centralny, tak jak i partyjny kongres, rzadko działał inaczej niż jako „pieczątka” decyzji politycznych podejmowanych przez Prezydium Komitetu Centralnego KSČ. Wyjątek od tej zasady stanowi sytuacja z roku 1968, kiedy to Komitet Centralny uznał za kluczowe rozwiązanie konfliktów frakcyjnych w Prezydium pomiędzy Alexandrem Dubčekiem a I Sekretarzem, Antoninem Novotným, popierając tego pierwszego. Zazwyczaj decyzje nad którymi głosował Komitet Centralny były podejmowane uprzednio, tak więc głosowania przebiegały jednomyślnie. Prezydium, które zarządzało partią pomiędzy posiedzeniami Komitetu, formalnie wybierane było przez Komitet Centralny, ale w rzeczywistości najwyżsi przywódcy partyjni sami wybierali skład swojego gremium. W 1986 r. było 11 członków Prezydium i 6 kandydatów.
- Sekretariat Centralnego Komitetu działał jako najwyższa władza partyjna oraz główny nerw rozległego mechanizmu kontroli. Sekretariat nadzorował wprowadzanie w życie decyzji podejmowanych przez Prezydium, kontrolował ruchy na kadrowej drabinie partyjnej oraz rozdzielał pracę pomiędzy partię a aparat rządowy. Za rządów Gustáva Husáka, skład Sekretariatu, podobnie jak i Prezydium, kształtował się raczej stabilnie. Wielu sekretarzy było jednocześnie członkami Prezydium.
- Komisja Centralnego Nadzoru i Audytu pełniła podwójną rolę – przyglądała się partyjnej dyscyplinie oraz finansom, nie kontrolowała jednak wszystkiego. Jako organ stojący na straży partyjnych standardów, Komisja często używała swojej władzy do zawieszania lub wyrzucania „odszczepieńców”. Masowe czystki w partii, kierowane właśnie przez nią, przeprowadzono na początku lat 70. Członkowie Komisji byli wybierani na każdym kongresie, w 1986 liczyła 45 członków. Wybrani członkowie wyłaniali spośród swego grona przewodniczącego, przewodniczących deputowanych oraz małe prezydium. Jednostki podległe Komisji funkcjonowały w strukturze partyjnej na poziomie republiki, regionu i dystryktu.
- Pozostałe komisje KSČ (1987): Ludowa Komisja Nadzoru, Komisja ds. Żywności i Rolnictwa, Komisja Gospodarcza, Komisja Ideologiczna, Komisja ds. Młodzieży.
- W 1987 r. partia posiadała również 18 departamentów: agitacji i propagandy, rolnictwa, przemysłu żywnościowego i leśnictwa, gospodarki wodnej, współpracy z RWPG, kultury, zarządzania gospodarką, gospodarki, nauki i edukacji, komunikacji i transportu, spraw międzynarodowych, środków masowego przekazu, organizacji politycznej, nauki i technologii, organizacji socjalnych i komitetów narodowych, administracji państwowej oraz departament generalny. W większości przypadków partyjne departamenty działały równolegle do agencji i ministerstw rządowych, nadzorując ich działanie w celu zapewnienia jego zgodności z normami i programami KSČ.
- Pod kuratelą Komitetu Centralnego działały dwa centra szkoleniowe: Wyższa Szkoła Polityki oraz Instytut Marksizmu-Leninizmu.

### Szczebel republiki
Na poziomie republiki struktura partyjna odbiegała od standardów szczebla rządowego. W Słowackiej Republice Socjalistycznej, w odróżnieniu od Czeskiej Republiki Socjalistycznej, istniały odrębne jednostki partii komunistycznej (zob. Komunistyczna Partia Słowacji). Komunistyczna Partia Słowacji (cz. KSS) pojawiła się po II wojnie światowej, jako odrębne od KSČ stronnictwo, ale obie zjednoczyły się po przejęciu władzy przez komunistów w 1948 r. Ruchy reformatorskie lat 60. opowiadały się za powrotem ich autonomii na poziomie republik. Jako odpowiednik KSS zostało utworzone Biuro ds. Zaprowadzenia Prac Partii na Ziemiach Czeskich, ale jego działalność po inwazji 1968 tłumiono, by w 1971 całkowicie zlikwidować. KSS przetrwała wyłącznie formalnie, jakkolwiek jednak na zasadzie ustępstwa wobec Słowaków.

### Szczebel regionalny
KSČ miała 10 pododdziałów regionalnych – siedem w Czechach i trzy na Słowacji – odpowiadających podziałowi na „kraje”: dziesięciu głównym jednostkom administracji rządowej. Dodatkowo istniały organy municypalne w Pradze i Bratysławie, którym nadano status regionalnych ze względu na wielkość. Regionalne zjazdy wybierały komitety regionalne, te z kolei sekretarza przewodniczącego, sekretarzy oraz regionalną Komisję Nadzoru i Audytu.
Jednostki regionalne dzieliły się na 114 organizacji szczebla dystryktu (cz. okresní). Zjazdy na poziomie dystryktu odbywały się w tym samym czasie, co 2 do 3 lat. Na każdej wybierano komitet dystryktu, ten z kolei sekretariat na czele z sekretarzem dystryktu.

### Szczebel lokalny
Na poziomie lokalnym KSČ była zorganizowana według tzw. „reguły terytorialnej i produkcyjnej”. Podstawowe jednostki partyjne organizowano w miejscach pracy oraz tam, gdzie znalazło się przynajmniej pięciu członków KSČ. Przy inicjatywach lub w społecznościach, gdzie członkowie partii byli liczniejsi, mniejsze jednostki funkcjonowały w ramach komitetów miejskich, wiejskich lub zakładowych. W teorii, władzą najwyższego szczebla w lokalnych organizacjach było comiesięczne zebranie, będące jednocześnie podstawowym obowiązkiem każdego członka. Każda grupa wybierała swoje kierownictwo, obejmujące przewodniczącego oraz jednego lub więcej sekretarzy. Nominowało także delegatów na zjazdy jednostek wyższego szczebla, tj. organizacji municypalnych, bądź dystryktu.

## Członkostwo
Od momentu przejęcia władzy w 1948 roku, liczba członków czechosłowackiej partii komunistycznej była, licząc per capita, jedną z największych w całym komunistycznym świecie. Ogółem członkowie KSČ stanowili 11% ludności kraju. Ideologowie partyjni często twierdzili, że lista partyjna zawiera olbrzymią liczbę elementów biernych, oportunistycznych i kontrrewolucyjnych. Oskarżenia te używane były jako pretekst do dwóch masowych czystek w partii: w latach 1948–1950 oraz 1969–1971. W wyniku pierwszej, wielkiej stalinowskiej czystki wydalono blisko milion członków KSČ, w drugim przypadku – wydarzeń związanych z Praską Wiosną, usunięto ich z partii blisko 500 tys. Część sama zrezygnowała z członkostwa. Partyjne czystki po inwazji 1968 dotknęły głównie Czechów, młodzież, robotników oraz inteligencję. W rezultacie w latach 70. nasilono rekrutację pośród klasy robotniczej i młodzieży. W latach 80. wysiłki na rzecz pozyskiwania nowych członków skupiły się na rekrutacji osób zawodowo i politycznie wysoko wykwalifikowanych, których inicjatywę chciano wykorzystać dla wprowadzania w życie programu partii. Przywódcy partyjni Siedemnastego Kongresu Partii w 1986 namawiali aby pozyskiwać więcej robotników, ludzi młodych oraz kobiet.
Uzyskanie członkostwa w KSČ było uzależnione od odbycia rocznego stażu członka-kandydata. Członek-kandydat nie mógł głosować, ani być wybieranym do komitetów. Dodatkowo istniał również staż kandydacki dla przywódców partyjnych, począwszy od szczebla lokalnego po Prezydium. Kandydaci ci, już jako członkowie partii, byli szkoleni dla przekazania im w przyszłości konkretnych zadań przywódczych.

### Szkolenie członków partii
Indoktrynacja i szkolenie członków partii były jednymi z podstawowych obowiązków organizacji szczebla regionalnego oraz dystryktu. Większość tego rodzaju pracy odbywała się właśnie tam. Jednostki dystryktu i regionalne współdziałały z lokalnymi organizacjami partyjnymi we wprowadzaniu programów oraz wyznaczaniu członków partii, którzy mieli być na te kursy kierowani. Ogólnie rzecz biorąc, system szkolenia partyjnego zmienił się nieco od czasu jego wprowadzenia, czyli 1949 r. Organizacje miejskie oraz dystryktu prowadziły zaoczne kursy z zakresu: podstaw marksizmu-leninizmu, historii komunizmu, ekonomii socjalistycznej oraz aktualnego stanowiska partii w sprawach krajowych oraz międzynarodowych.
Członkowie partii szkoleni do objęcia funkcji działaczy partyjnych uczęszczali na seminaria w lokalnie zakładanych szkołach marksizmu-leninizmu oraz znajdujących się w Pradze, Brnie i Bratysławie placówkach wyższego szczebla. Najwyższym szczeblem edukacji partyjnej była Wyższa Szkoła Polityki w Pradze. Przeznaczone do szkolenia pierwszego szeregu przywódców partyjnych, trzyletnie studium posiadało oficjalny status programu uniwersyteckiego i uważane było za posiadające jeden z najlepszych programów nauczania nauk politycznych w krajach demokracji ludowej. Instytucja ta bezpośrednio podlegała Komitetowi Centralnemu KSČ.

### Przekrój społeczny członków partii
Z racji pretendowania do bycia partią robotniczą, pytanie o pochodzenie społeczne członków KSČ wydaje się być szczególnie istotnym. Partia często wstrzymywała się od podawania danych dotyczących swoich członków, a pytanie jak wielu z nich wywodzi się z rewolucyjnego proletariatu, należało do drażliwych. Ukazujące się oficjalne sprawozdania wyolbrzymiały udział robotników w szeregach partyjnych. Niemniej jednak trendy były oczywiste. Najwyższy ich udział partia notowała zaraz po II wojnie światowej, ale jeszcze przed dojściem do władzy w 1948 r. Szacuje się, że wynosił on około 60%. Od tego czasu udział ten konsekwentnie malał, by w 1970 r. stopnieć do ok. 1/4. We wczesnych latach 70. oficjalne media potępiły „poważną nierównowagę” odnotowując przy tym, że „obecna struktura społeczna i klasowa partii nie przystaje do roli partii jako awangardy klasy robotniczej”. Na przykład w wysoko uprzemysłowionych centralnych Czechach do partii należał co piąty urzędnik i tylko co 35 robotnik. W 1976 r. po intensywnych wysiłkach rekrutacyjnych udział robotników wzrósł do około 1/3 członków KSČ, czyli poziomu porównywalnego z rokiem 1962. W latach 80. kierowana potrzebą „zintensyfikowania” rozwoju gospodarczego partia rozluźniła surowe zasady rekrutacji. W miejsce dotychczasowego priorytetu pozyskiwania na rzecz partii młodych robotników, pozwolono komitetom dystrykcyjnym i regionalnym na bardziej elastyczną politykę, jakkolwiek jednak udział robotników nie mógł maleć.
Jeśli chodzi o przeciętny wiek komunistów, to można zaobserwować tu podobne trendy. W późnych latach 60. mniej niż 30% członków KSČ miało mniej niż 35 lat, blisko 20% powyżej 60, a ponad 50% – 45 lat i więcej. Złośliwy żart z 1971 r. – odnoszący się do 50. rocznicy założenia partii mówił: „Po pięćdziesięciu latach – partia 50-latków”. W środku lat 70. podejmowano zdecydowane działania na rzecz zachęcenia do członkostwa osób młodych. Jedna ze strategii zakładała rekrutację wśród dzieci, których rodzice należeli do KSČ. Partia wysyłała listy do szkół oraz zakładów pracy rodziców, w których zachęcała do dokonania akcesu.
Szacuje się, że we wczesnych latach 80. ok. 1/3 członków partii miało 35 lat i mniej. W 1983 r. przeciętny wiek przywódców KSČ nadal oscylował w granicach 50.

### Braki zaangażowania ideowego w latach 70. i 80.
W latach 70. i 80. oficjalne media donosiły o braku zaangażowania członków partii w priorytety polityki KSČ i jej cele. Skargi na nich obejmowały m.in.: odmowę wywieszania flag podczas świąt państwowych, nieobecności podczas prac partyjnych brygad robotniczych, nieobecności na spotkaniach oraz niepłacenie składek członkowskich (niewielu pilnowało obowiązku raportowania wysokości swoich zarobków, które były podstawą do naliczania składek). W 1970 po czystce, która dotknęła ok. 1/3 członków partii, na zebrania partyjne uczęszczała co najwyżej połowa z tych, których z niej nie wyrzucono, a co trzeci uporczywie odmawiał w nich udziału. W 1983 jedna z głównych organizacji partyjnych w dystrykcie Praga-Zachodnia była na tyle obojętna na upomnienia, że w końcu uległa rozwiązaniu, a jej członkowie rozproszyli się po innych organizacjach. Częściowo postawa taka była miarą zniechęcenia zupełnym podporządkowaniem Czechosłowacji przez radziecką hegemonię – szwejkowską reakcją na brak autonomii polityczno-gospodarczej kraju. Był to także efekt refleksji nad czystkami wśród komunistów. Wyrzuceni z partii byli często ideologicznie zmotywowani, ich celem był „socjalizm z ludzką twarzą”. Ci, którzy odznaczali się oportunizmem, przetrwali okres czystki dużo łatwiej.

## Partia jako elita rządząca
Bez względu na kompozycję klasową, partia funkcjonowała efektywnie jako rządząca elita i grupa, pośród której nie zdarzały się przypadki abnegacji. Jako elita pozwalała osobom aktywnym politycznie oraz (lub) utalentowanym na istotną mobilność. Robotnicy mogli stanowić mniejszość w partii, ale znaczna część jej członków zaczynała karierę właśnie z pozycji robotnika (szacunki mówią o połowie do 2/3). Pomimo powszechnych tendencji do wyolbrzymiania swojego niskiego pochodzenia, wielu z nich faktycznie wywodziło się wprost z klasy robotniczej.
Społeczną aktywność członków partii zwiększało kilka kierunków jej polityki. Po pierwsze, niewątpliwie był to proces nacjonalizacji rozpoczęty po II wojnie światowej, gdy w wyniku aktywności politycznej robotnicy zaczęli obejmować kierownicze stanowiska. Swoją rolę odegrały również przejściowe czystki, kiedy to politycznie ulegli mogli zastąpić tych, którzy wykazywali mniej zrozumienia dla działań partii. Szeroką drogą do kariery były liczne szkolenia partyjne, jak również preferencyjne zasady przyjęć do szkół średnich i wyższych. Faworyzowały one zwłaszcza dzieci robotników oraz rolników stowarzyszonych w spółdzielniach.
Nie był zaskakującym fakt, że komuniści strzegli swych przywilejów. Poza specjalnymi sklepami, hotelami, szpitalami, lepszymi mieszkaniami, członkowie KSČ znajdowali się w lepszej sytuacji jeśli idzie o otrzymywanie wiz potrzebnych do studiów czy podróży zagranicznych – zwłaszcza do krajów zachodnich. Nienależący do partii szybko zdawali sobie sprawę, że brak członkostwa mocno ogranicza możliwości ich awansu zawodowego. Dla każdego fachowca przynależność do KSČ była sine qua non pięcia się po drabinie kariery. Rezultatem niepowodzeń w rekrutacji robotników był gwałtowny wzrost udziału inteligencji, która dołączyła do partii zaraz po dojściu komunistów do władzy. W 1980 większość dyrektorów, urzędników i profesorów uniwersyteckich było członkami KSČ.

## Przywódcy
Uwaga: Lider KSČ nazywany był Prezesem (Předseda) 1945–1953, Pierwszym Sekretarzem (První tajemník) 1953–1971, oraz Sekretarzem Generalnym (Generální tajemník) 1921–1945, 1971–1989.
- Bohumil Jílek (1925–1929)
- Klement Gottwald (1929–1953)
- Antonín Novotný (1953–1968)
- Alexander Dubček (1968–1969)
- Gustáv Husák (1969–1987)
- Miloš Jakeš (1987 – 24 listopada 1989)
- Karel Urbánek (25 listopada – 20 grudnia 1989)
- Ladislav Adamec (1989–1990) Prezes, Vasil Mohorita (1989–1990) Pierwszy Sekretarz